# Луї Лєнен
Луї Лєнен (фр. Louis Le Nain; 1593 — 1648) — один з трьох братів Ленен, якого вважають найбільш обдарованим, і можливо, голови їх художньої майстерні в Парижі.

## Канва біографії.
Незнатне походження, побутовий жанр картин і відсутність літературних джерел надзвичайно утруднюють дослідження біографії Луї Лєнена і його братів. Відомо, що він (і вони ?) народились в місті Лан (Нормандія). Оселилися в Парижі, де мали майстерню. Ймовірно, працювали разом, бо підписи під картинами часто мають лише прізвище Лєнен, без вказівок імен.
Стилістичне вивчення допомогло мало, але вдалося пов'язати створення мініатюр з творчостю Антуана Лєнен, а створення портретів — з діяльністю Матьє. Роки життя :
- Антуан Лєнен (1588–1648)
- Луї Лєнен (1593–1648)
- Матьє Лєнен (1607–1677).

### Відкриття в XIX столітті
Картини братів Лєнен ввів в історію мистецтв Шанфлері. Завдяки зусиллям Шанфлері картини братів Лєнен придбав музей Лувр.
Але поціновувачі картин Лєнен були і раніше. Так, картину Луї Лєнена мав в своїй збірці відомий багатій і меценат на ім'я П'єр Кроза.

### Значення творчості
У Луї Лєнена і його братів — своє почесне місце в історії мистецтва. Адже як ніхто до них, вони розробляли новий жанр в живопису Франції XVII століття. Це селянський жанр, побутова картина з селянською тематикою. Його годі було чекати від офіційного мистецтва часів Луї ХІІІ чи художників Королівської академії живопису кінця XVII століття. Зосереджені на обслуговуванні привілейованих верств суспільства ( духовенства і аристократії ), вони не помічали найбільшої, найчисленішої купи населення Франції — її селян. Те, на що не спромоглося офіційне мистецтво, зробили маловідомі на той час брати Лєнен. Справжні продовжувачі настанов Лєнен будуть лише в XIX столітті — француз Франсуа Мілле та нетиповий за смаками і темами італієць Джованні Сегантіні.
Картини Лєнен далекі від гумористичних чи грубих сцен Адріана Остаде, найбільш близького за часом художника з подібною тематикою. Луї Лєнен і брати уникають як ідеалізації своїх персонажів, (не приховують їх зморшок, бідного одягу, буденності їх справ і прагнень), не бачать в них бідну, але веселу богему, не піддають осуду чи зверхненості ставлення городян до селюків. Є повага до їх праці, їх повільного і важкуватого побуту, їх скромних і небагатих розваг, повага до їх почуттів.

### Галерея

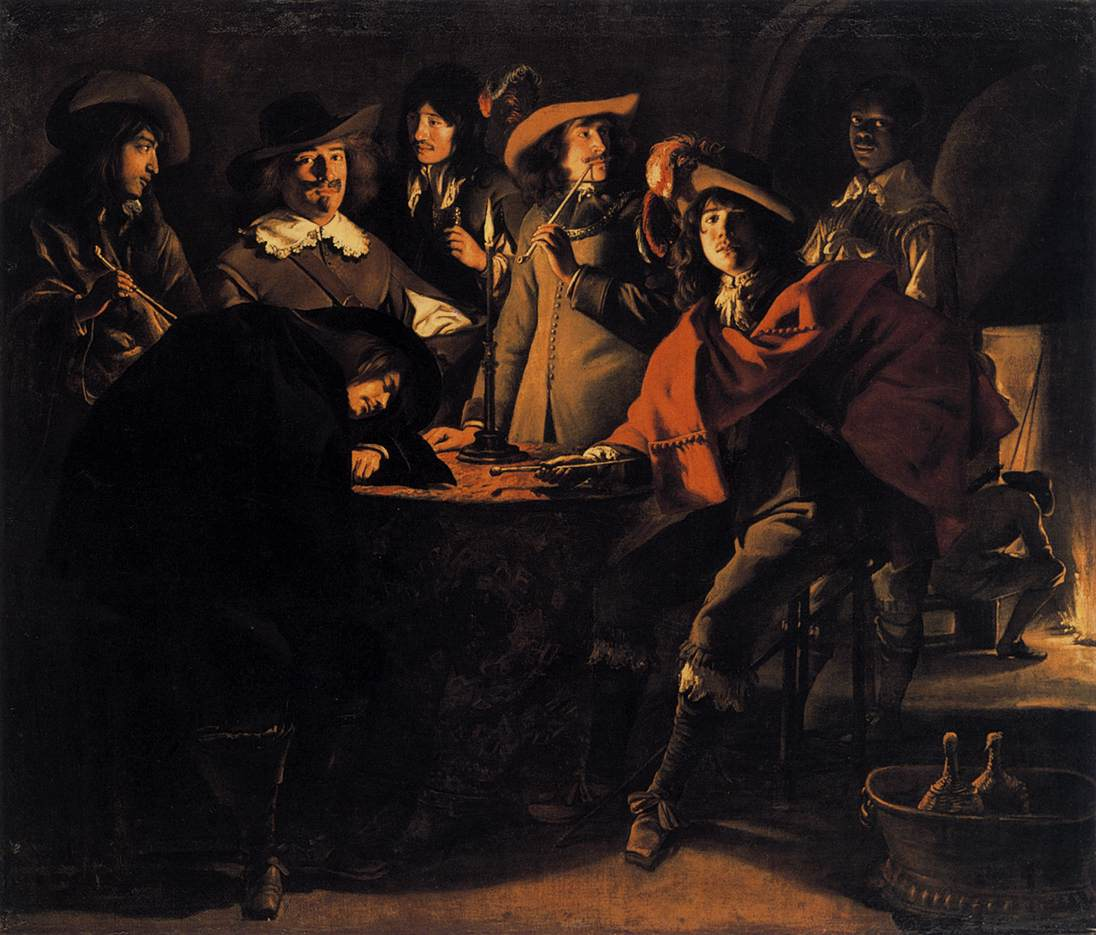
Брати Лєнен. «Вояки у казармі надвечір», XVII ст. Лувр, Париж

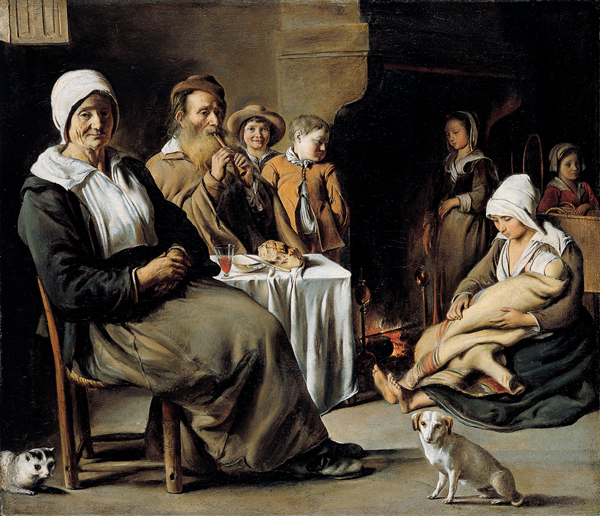
Луї Лєнен. Селянська родина з старим музикою, що грає на сопілці. Кембел Арт Мьюзеум, Техас.
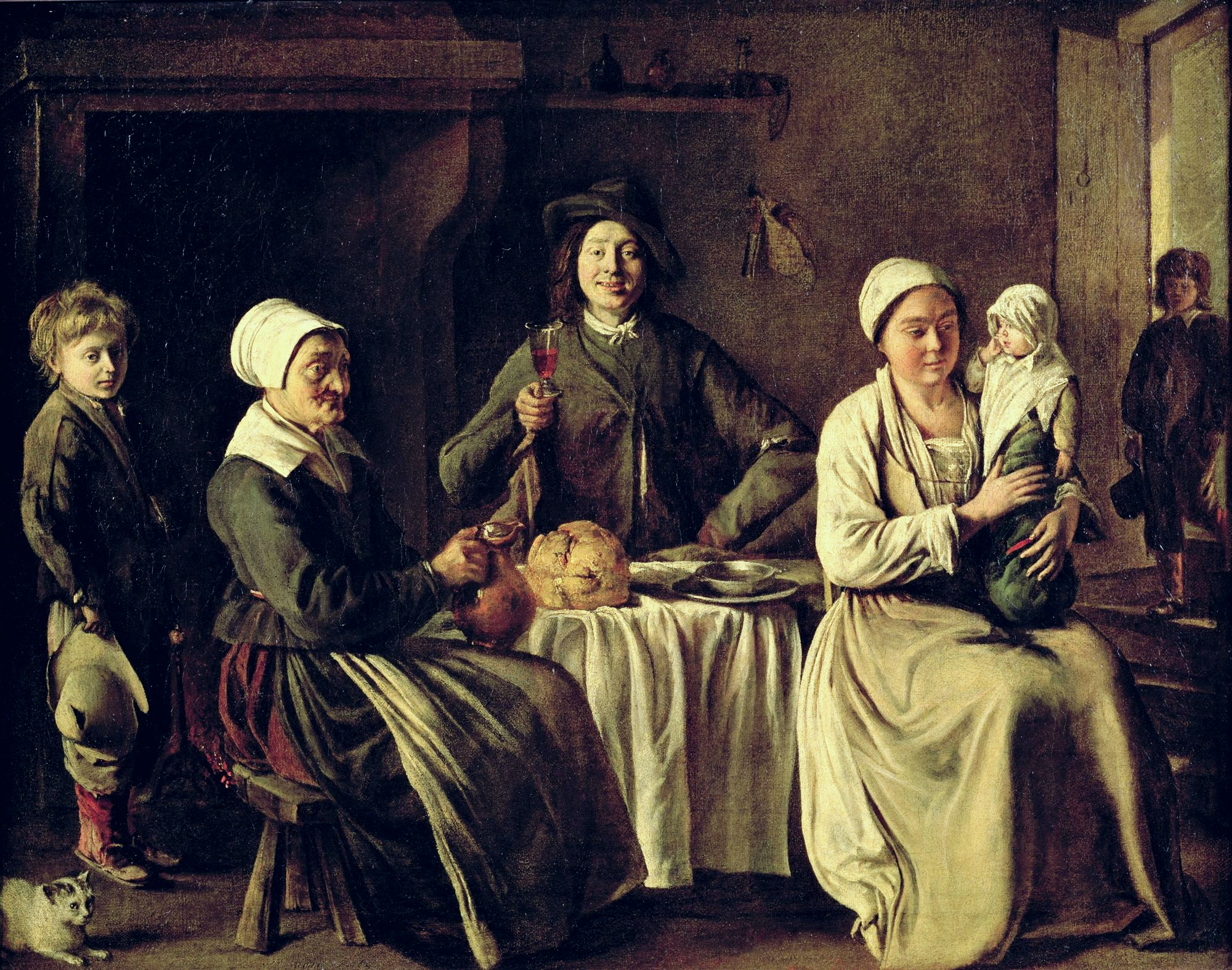
Луї Лєнен. Задоволена родина, Лувр.
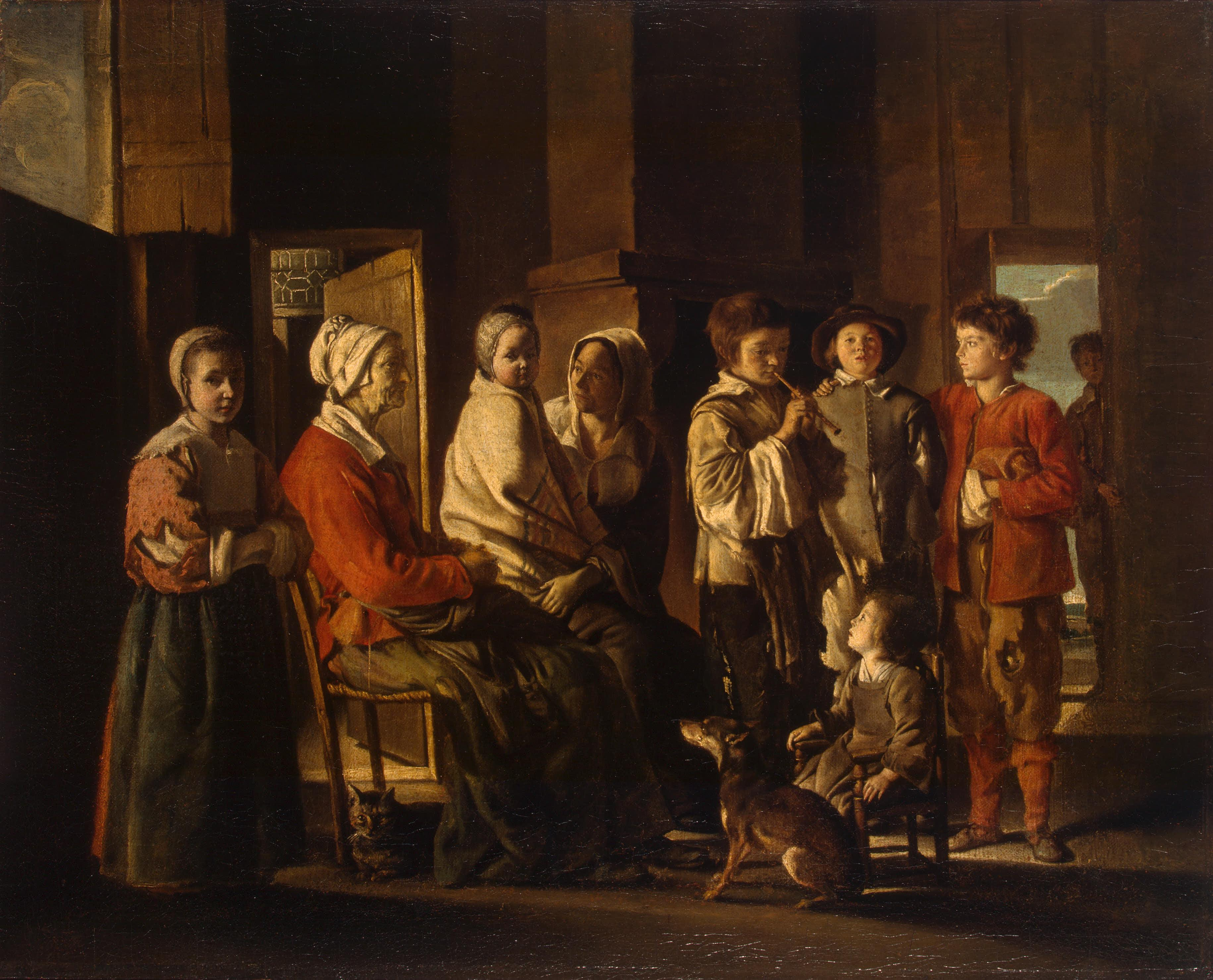
Луї Лєнен. «Відвідини бабусі».
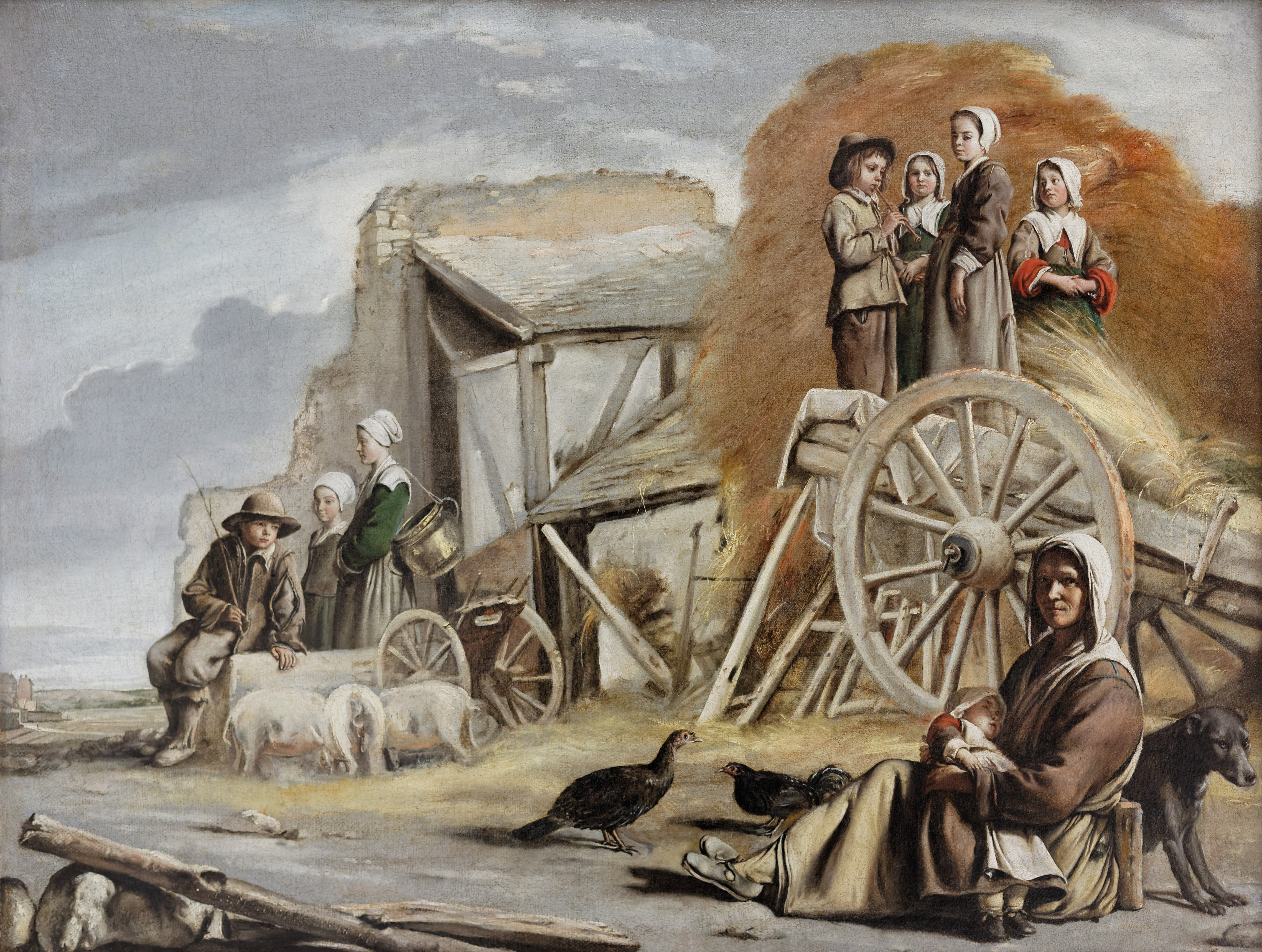
Луї Лєнен.«Селяни і візок», Лувр.
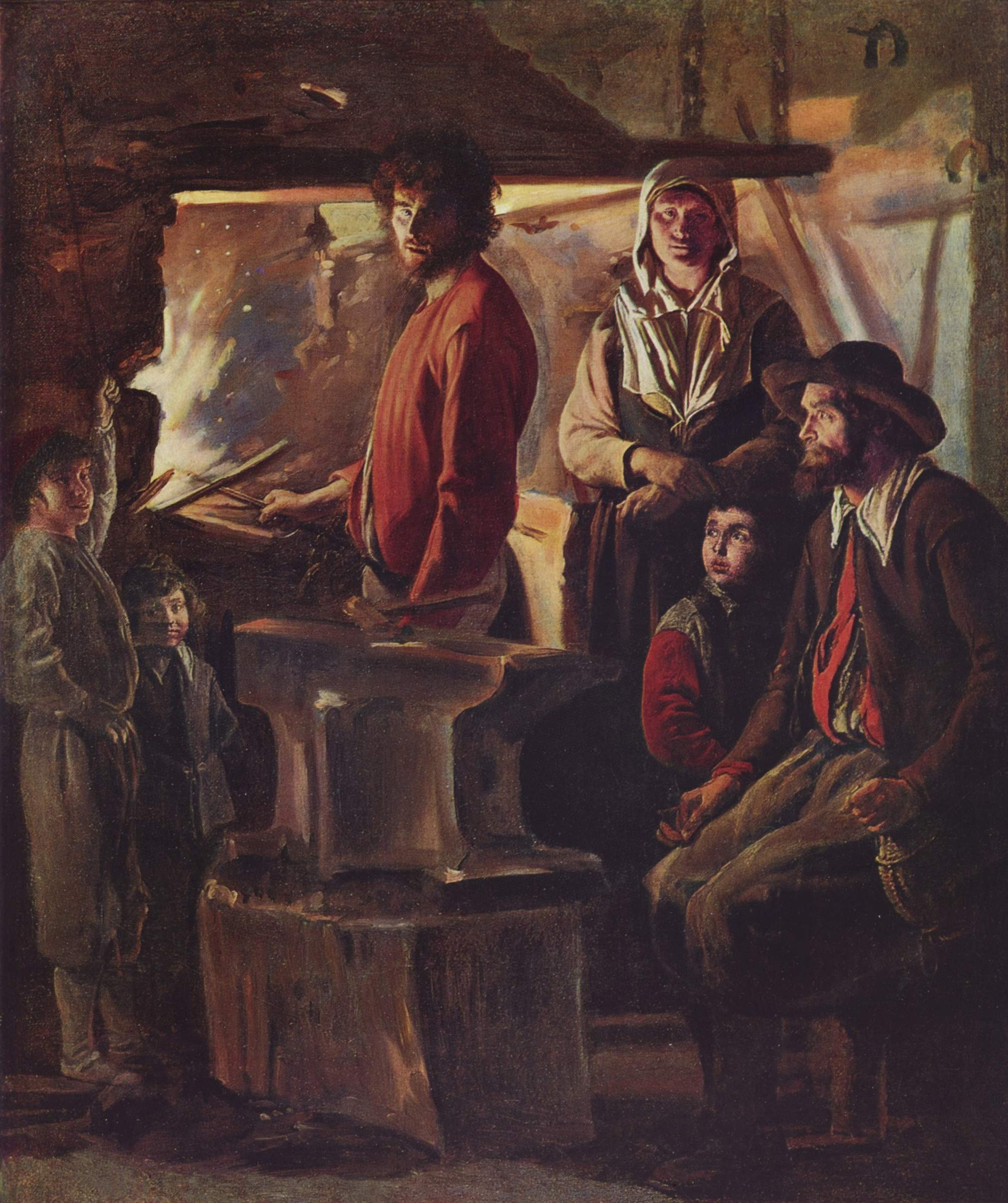
Луї Лєнен. «Сільська кузня», Лувр.
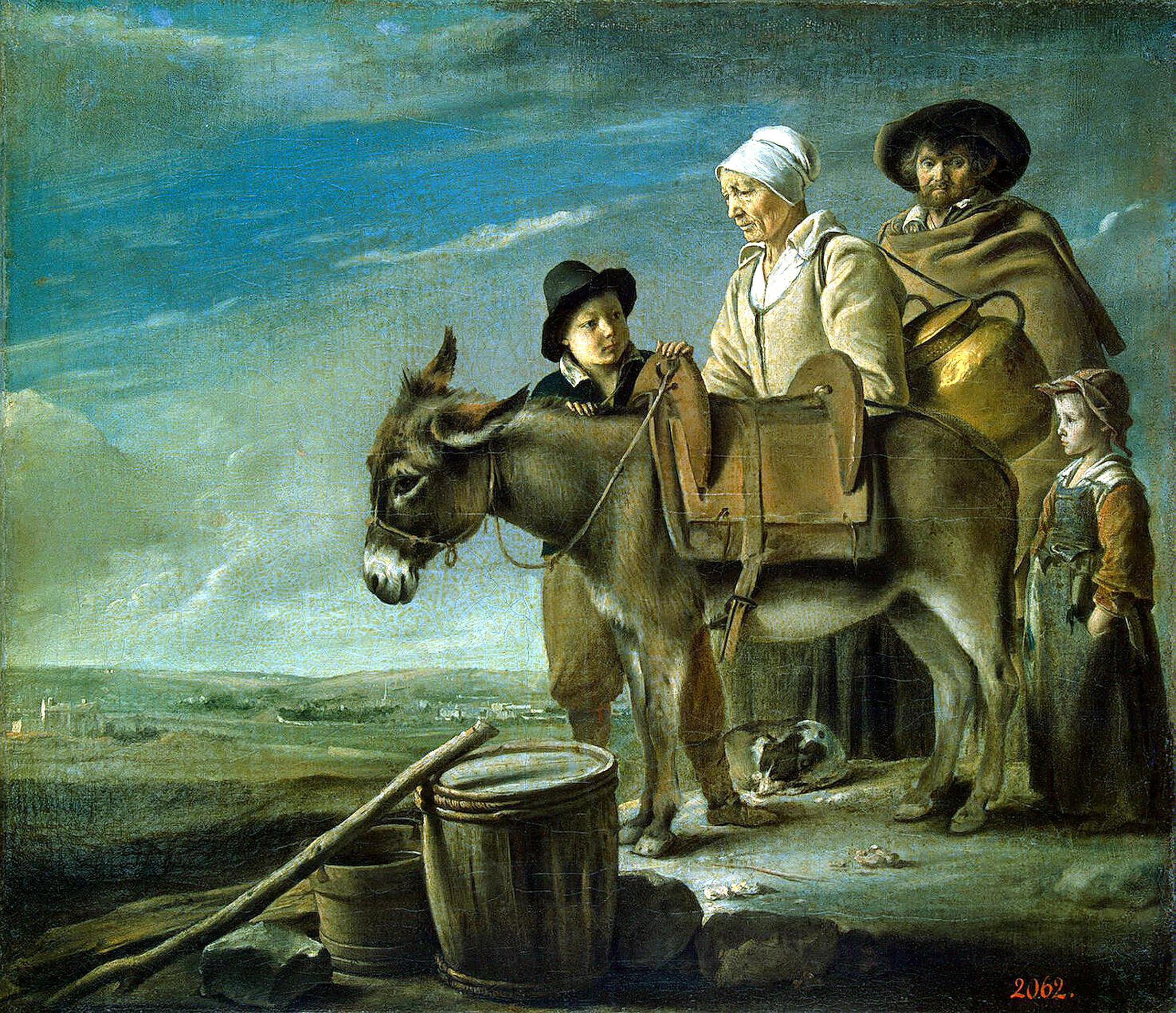
Луї Лєнен. «Родина фермерші», Ермітаж.
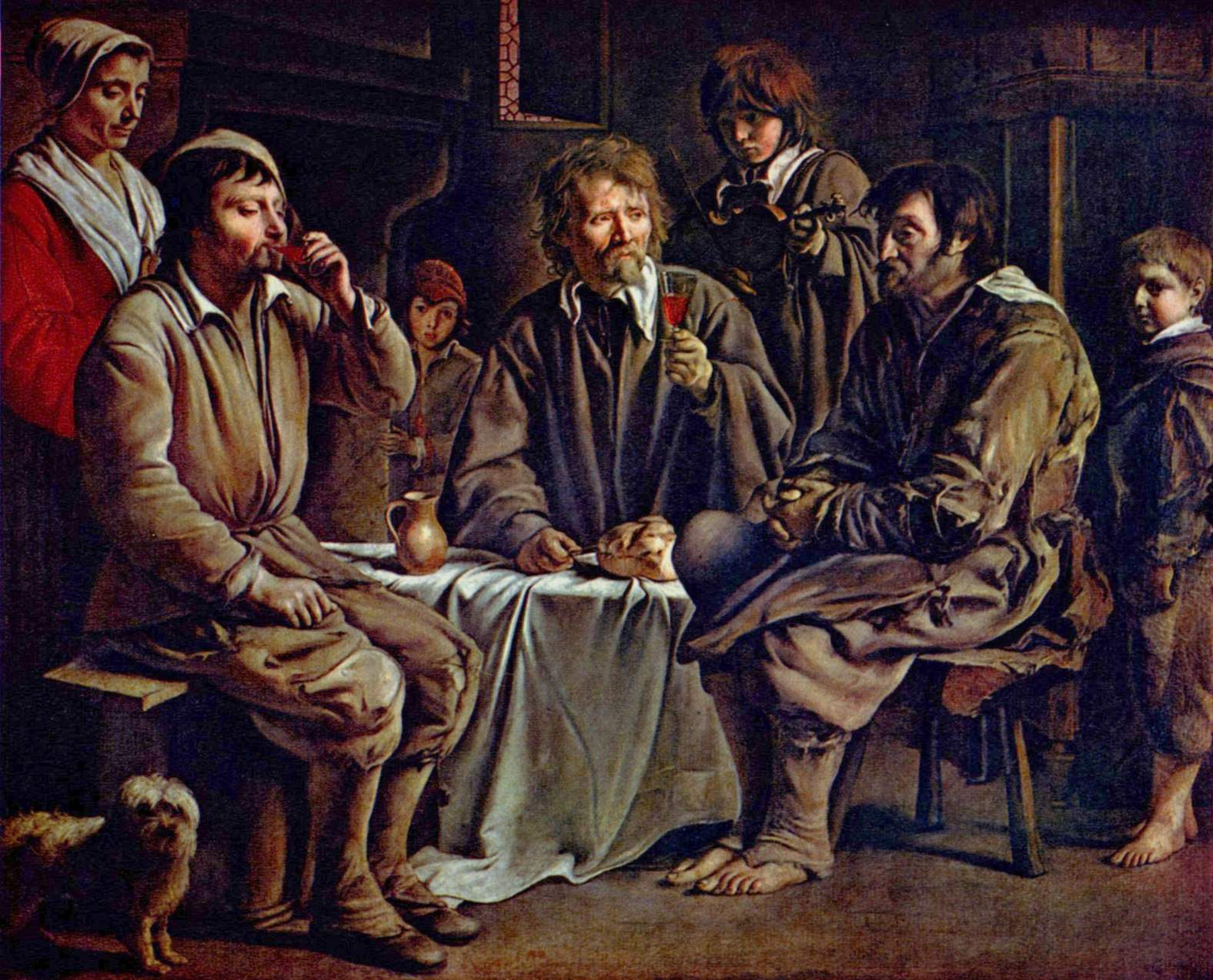
Луї Лєнен. «Сільська вечеря», Лувр.
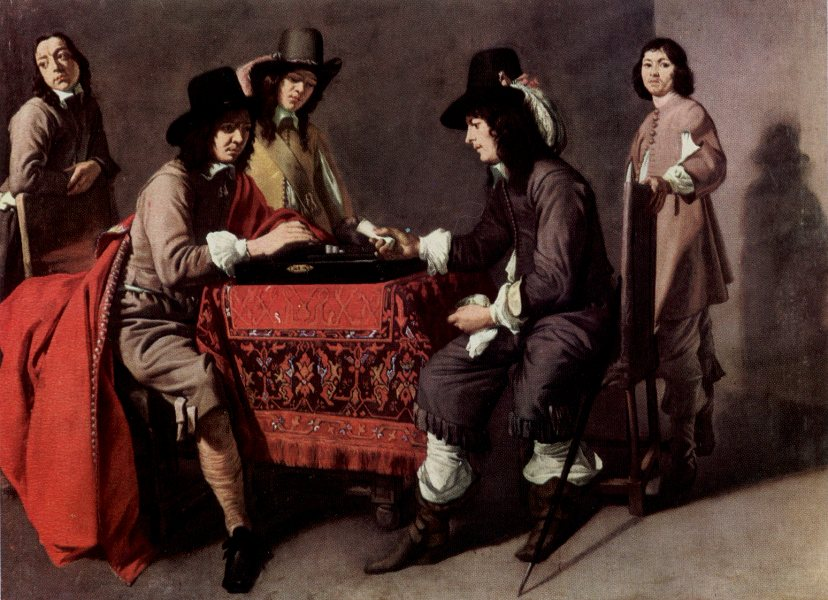
«Товариство грає в трік-трак».